# Profundulus hildebrandi
El popoyote (Profundulus hildebrandi), también llamado escamudo de San Cristóbal, es una especie de pez teleósteo, endémica del valle de San Cristóbal de las Casas en las tierras altas de Chiapas, y también existe en Oaxaca en lagos y en otros estados en el sur de México. Está altamente amenazado de extinción, debido a que tiene pérdida de hábitat natural, son pocos  kilómetros cuadrados, sujetos a contaminación y expansión urbana de San Cristóbal. 
Es una especie que alcanza hasta 9 cm de largo; habita únicamente en los ríos Fogótico y Amarillo, que nacen en el volcán de Zontehuitz, a 5 km al norte de San Cristóbal de Las Casas. Son vertientes de poco recorrido y cuenca cerrada, por lo que a la especie se le considera microendémicica (distribución exclusiva de esos ríos).
El investigador Robert Rush Miller, quien fue encargado del Museo de Míchigan, donde se alberga la colección de peces más grande del mundo, describió la especie en 1950 y la registró como nueva y diferente. 
Posteriormente, los investigadores Salvador Contreras y Lourdes Lozano, de la Universidad de Nuevo León, colectan y crean el inventario de los peces de Chiapas, concluyendo que el popoyote es una especie microendémica. 